# Scotopelia peli
El búho pescador vomún, cárabo pescador común, búho pescador africano o búho pescador de Pel (Scotopelia peli, sin.: Bubo peli), es una especie grande de lechuza de la familia Strigidae. Se alimenta nocturnamente de los peces y ranas atrapándolos en la superficie de los lagos y ríos. La especie prefiere los ríos de movimiento lento con grandes árboles que sobresalen del nido y forraje. Anida en huecos y las horquillas de los árboles grandes. Aunque dos huevos son puestos, sólo una polluelo eclosiona. 
Se encuentra a lo largo de gran parte de África subsahariana, pero en general es más bien local, raro y ausente de las regiones más secas. Los adultos tienen una coloración jengibre-rojizo con densa franjas oscuros en el dorso y la ampliación de las partes inferiores. Los dos búhos relacionados de África son más pequeños y la falta de restricción de la oscuridad y la ampliación (aunque sí tienen rayas oscuras por debajo). Los juveniles son más uniforme que los adultos. A diferencia del águila, lechuzas, los penachos del oído de la Pesca de búho son apenas visibles, dándole una apariencia de una cabeza redonda.